# Tour Down Under 2006
De Tour Down Under 2006 (Engels: 2006 Jacob's Creek Tour Down Under) was de achtste editie van de meerdaagse wielerwedstrijd die rondom Adelaide in Australië werd gehouden. Deze editie vond plaats van 17 tot en met 22 januari 2006. De koers maakte deel uit van de UCI Oceania Tour.
De eindzege bleef voor de vijfde keer in Australië. Na Stuart O'Grady (winnaar in 1999 en 2001), Michael Rogers (winnaar in 2002) en Patrick Jonker (winnaar in 2004), ging de zege dit jaar naar Simon Gerrans, lid van de Franse AG2R Prévoyance-formatie. Hij won de vijfdaagse etappekoers voor de Spanjaard José Joaquín Rojas (tweede op 0.14) en zijn landgenoot Robbie McEwen (derde op 0.14).
Nieuw dit jaar was dat voorafgaand aan de Tour Down Under de "Down Under Classic" als proloog verreden. De uitslag telde niet mee voor het eindklassement van de Tour Down Under.

## Startlijst
Er namen twaalf ploegen deel, die met elk acht renners aan de start verschenen.
 Liberty Seguros-Würth
- 1.  Luis León Sánchez
- 2.  Allan Davis
- 3.  Carlos Barredo
- 4.  Koen de Kort
- 5.  Aaron Kemps
- 6.  José Joaquín Rojas
- 7.  Iván Santos Martínez
- 8.  Eladio Sánchez

 Credit Agricole
- 11.  Thor Hushovd
- 12.  László Bodrogi
- 13.  Aleksandr Botsjarov
- 14.  Julian Dean
- 15. —
- 16.  Mads Kaggestad
- 17.  Jaan Kirsipuu
- 18.  Mark Renshaw

 AG2R Prévoyance
- 21.  Simon Gerrans
- 22.  José Luis Arrieta
- 23.  Sylvain Calzati
- 24.  Cyril Dessel
- 25.  Samuel Dumoulin
- 26.  Joeri Krivtsov
- 27.  Aljaksandr Oesaw
- 28.  Ludovic Turpin

 Davitamon-Lotto
- 31.  Robbie McEwen
- 32.  Wim Vansevenant
- 33.  Cadel Evans
- 34.  Johan Van Summeren
- 35.  Henk Vogels
- 36.  Mario Aerts
- 37.  Nick Gates
- 38.  Nicholas Sanderson

 Team Milram
- 41.  Daniel Becke
- 42.  Giovanni Visconti
- 43.  Fabio Sabatini
- 44.  Dennis Haueisen
- 45.  Simone Cadamuro
- 46.  Elia Rigotto
- 47.  Carlo Scognamiglio
- 48.  Michele Gobbi

 Liquigas-Bianchi
- 51.  Luca Paolini
- 52.  Eros Capecchi
- 53.  Daniele Colli
- 54.  Mauro Da Dalto
- 55.  Manuel Quinziato
- 56.  Michael Albasini
- 57.  Marco Righetto
- 58.  Nicola Loda

 Bouygues Télécom
- 61.  Walter Bénéteau
- 62.  Giovanni Bernaudeau
- 63.  Sebastien Chavanel
- 64.  Mathieu Claude
- 65.  Vincent Jérôme
- 66.  Rony Martias
- 67.  Alexandre Pichot
- 68.  Pierre Drancourt

 Chocolade Jacques
- 71.  Steven Caethoven
- 72.  Glenn D'Hollander
- 73.  Frederik Willems
- 74.  Wesley Van Der Linden
- 75.  Kurt Hovelynck
- 76.  Dimitri De Fauw
- 77.  Serge Pauwels
- 78.  Jens Renders

 Navigators Insurance
- 81.  Benjamin Brooks
- 82.  Vasili Davidenko
- 83.  Glen Chadwick
- 84.  Valeriy Kobzarenko
- 85.  Sergej Lagoetin
- 86.  Hilton Clarke
- 87.  David O'Loughlin
- 88.  Phil Zajicek

 Southaustralia.com-AIS
- 91.  Matthew Goss
- 92.  Peter Dawson
- 93.  Simon Clarke
- 94.  James Meadley
- 95.  Matthew Lloyd
- 96.  Jonathon Clarke
- 97.  Daniel McConnell
- 98.  Shaun Higgerson

 Team UniSA-Australia
- 101.  Gene Bates
- 102.  Ben Day
- 103.  Matthew Hayman
- 104.  Paul Crake
- 105.  Robert McLachlan
- 106.  Sean Sullivan
- 107.  Chris Jongerwaard
- 108.  Russell Van Hout

United Water-Australia U23
- 111.  William Walker
- 112.  David Tanner
- 113.  Mitchell Docker
- 114.  Samuel Lee
- 115.  Wesley Sulzberger
- 116.  Richard Moffatt
- 117.  Joshua Wilson
- 118.  Matthew Rex

## Etappe-overzicht
| etappe  | datum      | start        | finish     | afstand | winnaar          | klassementsleider |
| ------- | ---------- | ------------ | ---------- | ------- | ---------------- | ----------------- |
| Proloog | 17 januari | Adelaide     | Adelaide   | 50 km   | Robbie McEwen    | —                 |
| 1e      | 18 januari | Mawson Lakes | Angaston   | 148 km  | Simon Gerrans    | Simon Gerrans     |
| 2e      | 19 januari | Stirling     | Hahndorf   | 146 km  | Allan Davis      | Simon Gerrans     |
| 3e      | 20 januari | Strathalbyn  | Yankalilla | 154 km  | Carlos Barredo   | Simon Gerrans     |
| 4e      | 21 januari | Willunga     | Willunga   | 147 km  | Russell Van Hout | Simon Gerrans     |
| 5e      | 22 januari | Adelaide     | Adelaide   | 90 km   | Allan Davis      | Simon Gerrans     |

## Down Under Classic
| rang | renner             | land | tijd    |
| ---- | ------------------ | ---- | ------- |
| 1    | Robbie McEwen      | AUS  | 1.01.06 |
| 2    | Daniele Colli      | ITA  | 0.00    |
| 3    | Simone Cadamuro    | ITA  | 0.00    |
| 4    | Dimitri De Fauw    | BEL  | 0.00    |
| 5    | Allan Davis        | AUS  | 0.00    |
| 6    | Mark Renshaw       | AUS  | 0.00    |
| 7    | Luca Paolini       | ITA  | 0.00    |
| 8    | Eros Capecchi      | ITA  | 0.00    |
| 9    | Matthew Goss       | AUS  | 0.00    |
| 10   | Aljaksandr Oesaw   | BLR  | 0.00    |
| 11   | Hilton Clarke      | AUS  | 0.00    |
| 12   | José Joaquín Rojas | ESP  | 0.00    |
| 13   | Sébastien Chavanel | FRA  | 0.00    |
| 14   | Pierre Drancourt   | FRA  | 0.00    |
| 15   | Aaron Kemps        | AUS  | 0.00    |

## Etappe-uitslagen
| rang | renner             | land | tijd    |
| ---- | ------------------ | ---- | ------- |
| 1    | Simon Gerrans      | AUS  | 3.38.33 |
| 2    | Luis León Sánchez  | ESP  | 0.02    |
| 3    | Robbie McEwen      | AUS  | 0.11    |
| 4    | William Walker     | AUS  | 0.37    |
| 5    | Gene Bates         | AUS  | 1.39    |
| 6    | Samuel Dumoulin    | FRA  | 1.39    |
| 7    | Chris Jongewaard   | AUS  | 3.10    |
| 8    | Simon Clarke       | AUS  | 3.10    |
| 9    | Sébastien Chavanel | FRA  | 3.32    |
| 10   | Giovanni Visconti  | ITA  | 4.09    |
| 11   | Glenn D'Hollander  | BEL  | 4.31    |
| 12   | Russell Van Hout   | AUS  | 4.40    |
| 13   | Eros Capecchi      | ITA  | 4.40    |
| 14   | Shaun Higgerson    | AUS  | 4.51    |
| 15   | Sergej Lagoetin    | UZB  | 5.15    |

| rang | renner            | land | tijd    |
| ---- | ----------------- | ---- | ------- |
| 1    | Allan Davis       | AUS  | 3.27.21 |
| 2    | Paul Crake        | AUS  | 0.00    |
| 3    | Eladio Sánchez    | ESP  | 0.38    |
| 4    | Hilton Clarke     | AUS  | 0.54    |
| 5    | Rony Martias      | FRA  | 0.54    |
| 6    | Mark Renshaw      | AUS  | 2.00    |
| 7    | Matthew Goss      | AUS  | 2.00    |
| 8    | Fabio Sabatini    | ITA  | 2.00    |
| 9    | Mauro Da Dalto    | ITA  | 2.00    |
| 10   | Jens Renders      | BEL  | 2.00    |
| 11   | Mario Aerts       | BEL  | 2.56    |
| 12   | Glen Chadwick     | AUS  | 6.30    |
| 13   | Giovanni Visconti | ITA  | 7.10    |
| 14   | Aaron Kemps       | AUS  | 7.10    |
| 15   | Marco Righetto    | ITA  | 7.10    |

| rang | renner              | land | tijd    |
| ---- | ------------------- | ---- | ------- |
| 1    | Carlos Barredo      | ESP  | 3.51.03 |
| 2    | Daniel Becke        | GER  | 1.32    |
| 3    | Cadel Evans         | AUS  | 1.32    |
| 4    | Serge Pauwels       | BEL  | 1.32    |
| 5    | Vincent Jérôme      | FRA  | 1.38    |
| 6    | Mathew Hayman       | AUS  | 1.40    |
| 7    | Aleksandr Botsjarov | RUS  | 1.40    |
| 8    | Jonathon Clarke     | AUS  | 5.26    |
| 9    | José Joaquín Rojas  | ESP  | 5.56    |
| 10   | Ben Day             | AUS  | 5.56    |
| 11   | Michele Gobbi       | ITA  | 6.05    |
| 12   | Gene Bates          | AUS  | 7.34    |
| 13   | Rony Martias        | FRA  | 7.34    |
| 14   | Matthew Rex         | AUS  | 7.34    |
| 15   | Alexandre Pichot    | FRA  | 7.34    |

| rang | renner            | land | tijd    |
| ---- | ----------------- | ---- | ------- |
| 1    | Russell Van Hout  | AUS  | 3.32.54 |
| 2    | Paul Crake        | AUS  | 0.00    |
| 3    | Rony Martias      | FRA  | 1.03    |
| 4    | Johan Vansummeren | BEL  | 1.03    |
| 5    | Glen Chadwick     | AUS  | 1.03    |
| 6    | Elia Rigotto      | ITA  | 1.03    |
| 7    | Simone Cadamuro   | ITA  | 1.13    |
| 8    | Aaron Kemps       | AUS  | 1.13    |
| 9    | Mitchell Docker   | AUS  | 1.22    |
| 10   | Glenn D'Hollander | BEL  | 1.25    |
| 11   | Phil Zajicek      | USA  | 1.25    |
| 12   | Frederik Willems  | BEL  | 1.50    |
| 13   | Gene Bates        | AUS  | 2.37    |
| 14   | Shaun Higgerson   | AUS  | 2.41    |
| 15   | William Walker    | AUS  | 2.41    |

| \| rang \| renner \| land \| tijd \| \| ---- \| ------------------ \| ---- \| ------- \| \| 1 \| Allan Davis \| AUS \| 1.49.47 \| \| 2 \| Robbie McEwen \| AUS \| 0.00 \| \| 3 \| Simone Cadamuro \| ITA \| 0.00 \| \| 4 \| Thor Hushovd \| NOR \| 0.00 \| \| 5 \| Steven Caethoven \| BEL \| 0.00 \| \| 6 \| José Joaquín Rojas \| ESP \| 0.00 \| \| 7 \| Matthew Goss \| AUS \| 0.00 \| \| 8 \| Simon Clarke \| AUS \| 0.00 \| \| 9 \| Marco Righetto \| ITA \| 0.00 \| \| 10 \| Dennis Haueisen \| GER \| 0.00 \| \| 11 \| Rony Martias \| FRA \| 0.00 \| \| 12 \| Jaan Kirsipuu \| EST \| 0.00 \| \| 13 \| Luis León Sánchez \| ESP \| 0.00 \| \| 14 \| Walter Bénéteau \| FRA \| 0.00 \| \| 15 \| David Tanner \| AUS \| 0.00 \| |                    |      |         |
| rang | renner             | land | tijd    |
| 1 | Allan Davis        | AUS  | 1.49.47 |
| 2 | Robbie McEwen      | AUS  | 0.00    |
| 3 | Simone Cadamuro    | ITA  | 0.00    |
| 4 | Thor Hushovd       | NOR  | 0.00    |
| 5 | Steven Caethoven   | BEL  | 0.00    |
| 6 | José Joaquín Rojas | ESP  | 0.00    |
| 7 | Matthew Goss       | AUS  | 0.00    |
| 8 | Simon Clarke       | AUS  | 0.00    |
| 9 | Marco Righetto     | ITA  | 0.00    |
| 10 | Dennis Haueisen    | GER  | 0.00    |
| 11 | Rony Martias       | FRA  | 0.00    |
| 12 | Jaan Kirsipuu      | EST  | 0.00    |
| 13 | Luis León Sánchez  | ESP  | 0.00    |
| 14 | Walter Bénéteau    | FRA  | 0.00    |
| 15 | David Tanner       | AUS  | 0.00    |

## Eindklassementen

### Algemeen klassement
| Plaats      | Naam              | Ploeg                   | Tijd      |
| ----------- | ----------------- | ----------------------- | --------- |
| Oranje trui | Simon Gerrans     | AG2R Prévoyance         | 16u36'54" |
| 2           | Luis León Sánchez | Liberty Seguros-Würth   | + 7"      |
| 3           | Robbie McEwen     | Davitamon-Lotto         | + 14"     |
| 4           | William Walker    | United Water-Australia  | + 46"     |
| 5           | Gene Bates        | UniSA-Australia         | + 1' 48"  |
| 6           | Samuel Dumoulin   | AG2R Prévoyance         | + 2' 42"  |
| 7           | Russell Van Hout  | UniSA-Australia         | + 3' 00"  |
| 8           | Simon Clarke      | South Australia.com-AIS | + 3' 19"  |
| 9           | Chris Jongewaard  | UniSA-Australia         | z.t.      |
| 10          | Glenn D'Hollander | Chocolade Jacques-TV    | + 3' 31"  |
|             |                   |                         |           |
| 70          | Koen de Kort      | Liberty Seguros-Würth   | + 35' 39" |

### Puntenklassement
| Plaats      | Naam             | Ploeg                 | Punten |
| ----------- | ---------------- | --------------------- | ------ |
| Blauwe trui | Allan Davis      | Liberty Seguros-Würth | 20     |
| 2           | Russell Van Hout | UniSA-Australia       | 18     |
| 3           | Daniel Becke     | Team Milram           | 18     |

### Bergklassement
| Plaats      | Naam            | Ploeg            | Punten |
| ----------- | --------------- | ---------------- | ------ |
| Groene trui | Cadel Evans     | Davitamon-Lotto  | 40     |
| 2           | Samuel Dumoulin | AG2R Prévoyance  | 38     |
| 3           | Luca Paolini    | Liquigas-Bianchi | 32     |

### Jongerenklassement
| Plaats      | Naam           | Ploeg                   | Tijd      |
| ----------- | -------------- | ----------------------- | --------- |
| Zwarte trui | William Walker | United Water-Australia  | 16u37'40" |
| 2           | Simon Clarke   | South Australia.com-AIS | + 2' 33"  |
| 3           | Eros Capecchi  | Liquigas-Bianchi        | + 4' 07"  |

### Ploegenklassement
| Plaats | Ploeg                           | Tijd      |
| ------ | ------------------------------- | --------- |
|        | UniSA-Australia                 | 49u40'44" |
| 2      | Liberty Seguros-Würth           | + 7' 26"  |
| 3      | South Australia.com-AIS Cycling | + 23' 27" |

## Uitvallers

### 1e etappe
- Richard Moffatt (United Water-Australia U/23)
- Samuel Lee (United Water-Australia U/23)
- Nicolas Sanderson (Davitamon-Lotto)[1]

### 4e etappe
- Matthew Lloyd (South Australia.com-AIS Cycling)
- David O'Loughlin (Navigators Insurance Cycling Team)
- Peter Dawson (South Australia.com-AIS Cycling)
- Iván Santos Martínez (Liberty Seguros-Würth Team)
- Nicola Loda (Liquigas-Bianchi)
- Daniele Colli (Liquigas-Bianchi)
- Serge Pauwels (Chocolade Jacques-T Interim)

### 5e etappe
- Sean Sullivan (UniSA-Australia)
- Joshua Wilson (United Water-Australia U/23)
- Hilton Clarke (Navigators Insurance Cycling Team)
- Henk Vogels (Davitamon-Lotto)
- Sergej Lagoetin (Navigators Insurance Cycling Team)
- Vasili Davidenko (Navigators Insurance Cycling Team)
- Daniel McConnell (South Australia.com-AIS Cycling)

1999 · 
2000 · 
2001 · 
2002 · 
2003 · 
2004 · 
2005 · 
2006 · 
2007 · 
2008 · 
2009 · 
2010 · 
2011 · 
2012 · 
2013 · 
2014 · 
2015 · 
2016 · 
2017 · 
2018 · 
2019 · 
2020  · 
2021-2022 · 
2023 · 2024 · 2025